# Луиђи Бекали
Луиђи Бекали (итал. Luigi Beccali; Милано, Италија 19. децембар 1907 — Дејтона бич, САД, 29. август 1990) бивши је италијански атлетичар специјалиста за трку на 1.500 м, репрезентативац Италије од 1928—1939, освајач две олимпијске медаље на Летњим олимпијским играма у Лос Анђелесу и Берлин, светски рекордер и европски првак 1934.

## Биографија
У младости је био страствени бициклиста и атлетичар, а онда се одлучио да се искључиво посвети само атлетици. У помоћ тренера Дина Наја, Бекали је 1928. је освојио титулу првака Италије на 1.500 метара, што је потврдио и у три наредне године.
На основу ове титуле Бекали је учествовао на Летњим олимпијским играма 1928. у Амстердаму, где испада у квалификацијама. Четири године касније на Олимпијским играма 1932. у Лос Анђелесу победио је и постао први италијански атлетичар који је освојио златну олимпијску медаљу у некој од тркачких дисциплина. Постигнутим резултатом 3:51,2 мин. поставио је нови олимпијски рекорд.
Наредне године поставио је 3 светска рекорда, прво је у Торину изједначио светски рекорд Жила Ладоумега (3:49,2), а затим га поправио на 3:49,0, који је следеће 23 године остао као италијански рекорд. На крају године поставио је и светски рекорд на 1.000 јарди (910 м) (2:10,0).
У 1934. је на Европском првенству у атлетици у Торину освојио златну медаљу и постао први италијански европски првак у атлетици. На Олимпијским играма 1936. у Берлину, није могао да понови успех са прошлих Игара. Био је трећи иза победника Новозеланђанина Џека Лавлока и другопласираног Американца Глена Канингема.
Понови је трећи на Европском првенству у атлетици 1938. у Паризу. Од 1934. до 1938. освајао је првенство Италије на 1.500 м, а 1935. на 5.000 метара.
По завршетку каријере Бекали се због посла преселио у Сједињене Америчке Државе где је и умро у Дејтона Бичу на Флориди.